# タンパク質合成阻害薬

mRNA翻訳の概略図

A ribosome is a biological machine that utilizes protein dynamics on nanoscales to translate RNA into proteins

タンパク質合成阻害薬（英：protein synthesis inhibitor）とは、新しいタンパク質の生成に直接つながる過程を阻害することにより、細胞の成長や増殖を停止や遅滞させる化合物である。

この定義を広義に解釈すれば、濃度によってはほぼ全ての化合物が該当するが、実際には通常、原核生物と真核生物のリボソーム構造の大きな違いを利用して、翻訳機構（リボソーム自体または翻訳因子） に分子レベルで作用する化合物を指す。

## 作用機序
一般に、タンパク質合成阻害薬は、細菌のmRNAからタンパク質への翻訳の開始、伸長（アミノアシルtRNAの導入、校正、ペプチジル転移、bacterial translocationなど）、終了といったさまざまな段階で作用する：

### 初期段階
- リファマイシンは、DNA依存性RNAポリメラーゼのβサブユニットに結合して阻害することにより、細菌のDNAからmRNAへの転写を阻害する[要出典]。
- α-アマニチンは真核生物のDNA転写機構の強力な阻害薬である[要出典]。

### 開始
- リネゾリドはおそらく開始複合体の形成を阻害することにより、開始段階で作用するが[3]、その作用機序は完全には解明されていない[4]。

### リボソームの組み立て
- アミノグリコシドは細菌の30Sリボソームサブユニットに結合することで、リボソームの組み立てを阻害する[5]。

### アミノアシルtRNA entry
- テトラサイクリン系抗生物質とチゲサイクリン[6] （テトラサイクリン系抗生物質に関連するグリシルサイクリン）は、リボソームのAサイトを阻害し、アミノアシルtRNAの結合を阻害する。

### 校正
- Aminoglycosides, among other potential mechanisms of action, interfere with the proofreading process, causing increased rate of error in synthesis with premature termination.[7]

### ペプチジル転移
- クロラムフェニコールは細菌とミトコンドリアの両方において、50Sリボソームサブユニットの伸長におけるpeptidyl transfer stepを阻害する。
- マクロライド系抗菌薬は（ribosomal translocation阻害[8]やその他の潜在的作用機序と同様）50Sリボソームサブユニットに結合し、ペプチジル転移を阻害する。
- キヌプリスチン・ダルホプリスチンは相乗的に作用し、ダルホプリスチンはキヌプリスチンの結合を増強し、ペプチジル転移を阻害する[9] 。キヌプリスチンは、50Sリボソームサブユニット近くの部位に結合し、ポリペプチドの伸長を阻害するだけでなく、不完全な鎖を放出させる[9] 。
- G418とも呼ばれるジェネティシンは原核生物と真核生物のリボソームの伸長ステップを阻害する[10]。
- トリコテセン系マイコトキシンは強力で非選択的なペプチド伸長阻害剤である[11]。

### Ribosomal translocation
- マクロライド系抗菌薬[8] 、クリンダマイシン[12]、アミノグリコシド系抗生物質[7]（これら3つには他の作用機序の可能性がある）には、ribosomal translocationを阻害する証拠がある。
- フシジン酸は伸長因子G（EF-G）のリボソームからのturnoverを阻害する。
- リシンは真核生物の60SリボソームサブユニットのrRNAを酵素的に修飾することで伸長を阻害する[13][14]。

### 終了
- マクロライド系抗菌薬[15][16]とクリンダマイシン[15][16]（他の作用機序の可能性がある）は、リボソームからのペプチジルtRNAの早期解離を引き起こす。
- ピューロマイシンはチロシンアミノアシルtRNAと似た構造を持っている。したがって、リボソームAに結合し、ペプチド結合形成に加わり、ペプチジル-ピューロマイシンを生成する。しかし、translocationには関与せず、すぐにリボソームから解離し、ポリペプチド合成の早期終了を引き起こす。
- ストレプトグラミン系抗生物質もまた、ペプチド鎖の早期遊離を引き起こす[17]。

### 作用機序不明のタンパク質合成阻害薬
- レタパムリン[18]
- ムピロシン
- フシジン酸

## 結合部位
以下の抗生物質はリボソームの30Sサブユニットに結合する：
- アミノグリコシド系抗生物質 [17]
- テトラサイクリン系抗生物質[17]

The following antibiotics bind to the 50S ribosomal subunit:
- クロラムフェニコール[17]
- クリンダマイシン[17]
- リネゾリド[17] （オキサゾリジノン）
- マクロライド系抗菌薬[17]
- テリスロマイシン[17]
- ストレプトグラミン系抗生物質[17]
- レタパムリン[18]

## 関連記事
- タンパク質生合成
- 細菌の翻訳
- 真核生物の翻訳
- 古細菌の翻訳